# Orthopédie
 (octobre 2008).
L'orthopédie est la spécialité chirurgicale qui a pour objet la prévention et la correction des affections de l'appareil locomoteur, qui recouvrent les déformations et les malformations des os, des articulations, des muscles, des tendons et des nerfs. Le traitement chirurgical porte sur les membres supérieurs (épaule, coude et main), les membres inférieurs (hanche, genou et pied) et le rachis.
Cette discipline est pratiquée par un chirurgien orthopédiste. Elle a fait de considérables progrès au XXe siècle avec notamment la prothèse totale de hanche de Charnley dans les années 1960, la prothèse de genou de Marmor et Insall et l'arthroscopie développée par H. Dorfmann en France dans les années 1980.

## Historique
Bien que la pratique de la discipline remonte sans doute à une époque lointaine, le mot « orthopédie » est créé en 1741 par Nicholas Andry de Boisregard, à partir de deux mots grecs : ὀρθός / orthós, « droit », et παιδεία / paideía, « éducation ». À l'origine, l'objectif est la prévention plus encore que la correction de « difformités » du corps chez les enfants. Le logo, trouvé dans le texte écrit par Nicholas Andry et élaboré par Antoine Humblot, est l'arbre tordu redressé en partie par corde et tuteur. C'est actuellement le symbole de l'orthopédie et utilisé par la plupart des associations orthopédiques.

### IVesiècleav. J.-C.
Les premiers appareils traumato-orthopédiques apparaissent au IVe siècle av. J.-C. avec Hippocrate, qui consacra sa vie à la médecine. En orthopédie, il met au point un banc de bois qui réduit les luxations et les fractures. Le principe de cet appareil est d'immobiliser l'os ou l'articulation pour qu'il se ressoude ou se remette en place selon le cas.
On doit aussi à Hippocrate le principe actuel pour réduire une luxation de l'épaule.

### XVIIIesiècle
En 1741, Nicolas Andry de Boisregard, professeur en médecine au collège royal de Lyon, invente le mot « orthopédie » avec son livre : L'orthopédie ou l'art de prévenir et corriger les difformités du corps chez les enfants ; le tout par des moyens à la portée des pères et mères et toutes les personnes qui ont des enfants à élever.
Les racines grecques ortho (droit) et pais, paidos (enfant) viennent de ce que l'orthopédie avait pour but, au départ, de redresser les jeunes filles tordues (voir le symbole de l'« arbre tors » (tordu) du livre de Nicolas Andry qui sert actuellement de symbole aux orthopédistes) et d'appareiller les pieds bots, etc.
L'orthopédie est exercée au XVIIIe et au début du XIXe siècle uniquement par des médecins dans des instituts spécialisés comme ceux de Venel (1740-1791) en Suisse, de Delpech à Montpellier, de Pravaz à Paris puis à Lyon, etc. 
En 1779, Jean-Pierre David écrit Dissertation sur les effets du mouvement et du repos dans les maladies chirurgicales, qui sera un classique de l'orthopédie (traduit en anglais en 1790).

### XIXesiècle
En 1830, apparait la mode des ténotomies pour redresser les pieds bots (première ténotomie sous-cutanée du tendon d'Achille pour pied bot en 1816 par Jacques Mathieu Delpech), et même des ténotomies pour scoliose et diverses attitudes vicieuses. Mais le terme de chirurgie accolé à l'orthopédie reste réservée à l'enfant ou à l'adolescent, et n’apparaît véritablement qu'après 1850 avec le remarquable ouvrage du parisien de Saint-Germain. Pour de Saint-Germain, la chirurgie orthopédique corrige toutes les déformations de l'enfant, du bec de lièvre à l'hypospade, en passant par le genu valgum.
Au XIXe siècle, Louis Xavier Edouard Léopold Ollier, dès 1858, voue sa vie aux problèmes d'ossification. Il se désigne comme chirurgien ostéo-articulaire ou pratiquant la chirurgie réparatrice. Il suit l'exemple de son professeur Amédée Bonnet et pratique la chirurgie osseuse avec des appareils de redressement. Ces appareils guident les os pour qu'ils prennent la forme qu'il faut.
À Bruxelles, dans les années 1850, le docteur Louis Seutin plaide pour une chirurgie conservatrice et met au point un procédé de consolidation des fractures qu'il baptise méthode amovo inamovible parce qu'elle conjugue l'avantage des méthodes de consolidation traditionnelle, dites inamovibles, qui présentent de la lourdeur et menacent la souplesse des membres tout en rendant difficile l'accès aux plaies, alors que, par contre, la méthode Seutin, au moins aussi efficace que les autres procédés sur le plan de la solidification osseuse, permet l'accès aux plaies tout en offrant l'avantage d'éviter l'ankylose.
Jusqu'en 1860, le terme d'orthopédiste est réservé aux bandagistes, fabricants de corsets et de sabots pour pieds bots.
- Le corset redresse la colonne vertébrale. Il traite les scolioses (colonne vertébrale tordue) et les cyphoses (dos rond).
- Le sabot pour pied bot (pied invertébré) moule la déformation sans la corriger mais permet une démarche indolore et plus aisée.
- Les bandages immobilisent ou protègent les articulations fragiles et réduisent les luxations.

Le premier établissement orthopédique français est créé par François Humbert à Morley (Meuse).
Toujours au XIXe siècle, le docteur Pravaz de Lyon, médecin orthopédiste, obtient grâce à des chariots et des appareils d'extension, des réductions de la luxation de la hanche.
En 1881, le chirurgien général britannique Arbuthnot Lane préconise une technique chirurgicale pour le traitement des fractures : l'ostéosynthèse. Elle consiste à fixer sur l'os des plaques avec des vis pour l'immobiliser en attendant que l'os se ressoude.
En 1890, Gluch met au point la première prothèse interne du genou. Elle est en ivoire et fonctionne avec une charnière.

### XXesiècle
Pendant la Première Guerre mondiale, le sens d'orthopédie réservée à l'enfant disparaît. Les chirurgiens d'enfants, sur le champ de bataille, préfèrent des traitements conservateurs aux amputations systématiques. François Calot, chirurgien à Berck, crée le terme de « chirurgie orthopédique de guerre ». Il applique les recettes de mise à plat des articulations d'enfants aux blessés de guerre. 
Désormais, même si Ombredane le déplore, il y aura des orthopédistes infantiles (plus tard pédiatriques) et des orthopédistes pour adultes. C'est d'ailleurs en 1918 qu'est créée la Société française de chirurgie orthopédique et traumatologique ou SOFCOT. Fondée pour la promotion et le développement de la connaissance dans cette spécialité chirurgicale, elle a également pour but de soulager et d’améliorer l’état fonctionnel des patients à la suite d’un traumatisme ou d’une affection du système musculo-squelettique à tous les âges de la vie.
La SOFCOT regroupe plus de 3 000 chirurgiens spécialisés ; son organisation se divise en trois secteurs :
- l'Académie d’orthopédie et de traumatologie (AOT) dirige les activités scientifiques et organise le congrès annuel de la société qui en 2007 en est à sa 82e édition. À cette occasion, depuis quelques années les chirurgiens membres de la SOFCOT organisent des conférences gratuites sur des grands thèmes de santé publique et répondent aux questions du public ;
- le Collège français de chirurgie orthopédique et traumatologique (CFCOT) dont les objectifs sont « l’enseignement et la formation à la spécialité pour les chirurgiens » ;
- le Syndicat national des chirurgiens orthopédistes (SNCO) assure la défense des intérêts professionnels et s’implique dans tout ce qui concerne l’exercice de la chirurgie orthopédique.

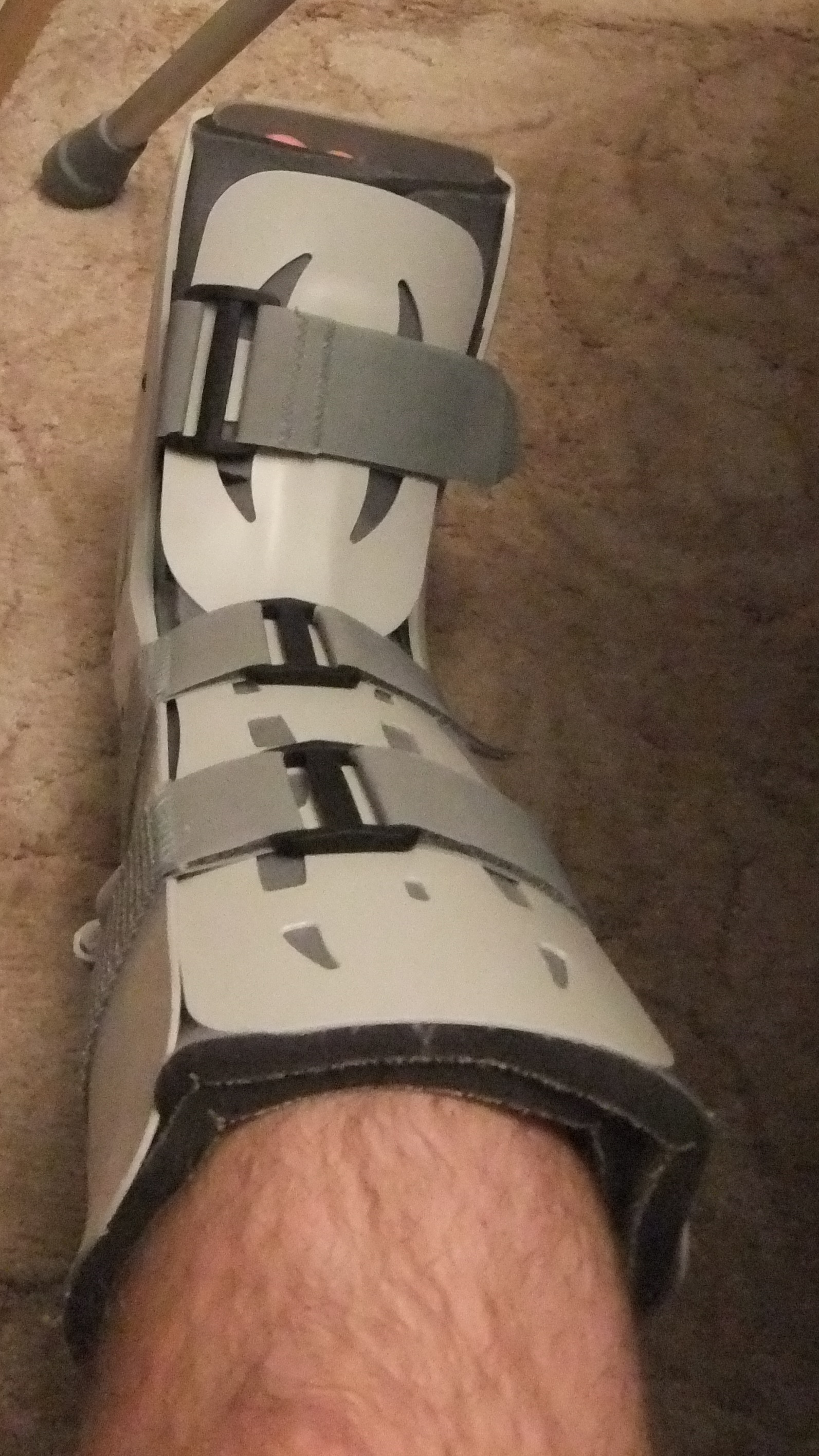
Botte orthopédique.

En 1919, on crée des prothèses qui permettent de remplacer un membre disparu. Au départ, ce ne sont que des morceaux de bois mais elles se développent à grands pas. L'idée de remplacer une articulation par un appareil interne est très ancienne mais elle a vraiment été appliquée au niveau de la hanche qu'en 1945 par les frères Judet.
En 1947, les frères Judet réalisent une prothèse totale de hanche en acrylique. La même année, Magnoni d'Intignamo conçoit une prothèse totale du genou encore plus perfectionnée que celle des frères Judet.
C'est en novembre 1962, à la suite de nombreux travaux sur la fixation cimentée des implants dans l'os que John Charnley (1911-1982) implante sa première prothèse totale de la hanche (appelée aussi PTH). Pour la première fois, il cimente dans la cavité de l'os, une cupule en polyéthylène dans laquelle vient s'articuler une bille d'acier de calibre 22,25 mm. Cela définit la Low Friction Arthoplasty de John Charnley (appelée aussi LFA).
Il y a eu 582 implantations réalisées à Writington de novembre 1962 à décembre 1965 ce qui représente environ 200 prothèses par an. Trente-six ans plus tard, cette PTH est toujours considérée dans le monde comme l'une des meilleures PTH. Sa longévité est très grande. Son succès fut immédiat et son développement rapide et important. Il y a eu environ un million d'implantations réalisées dans le monde. Les copies furent nombreuses également.
En 1963 est inventé le fixateur hybride de Sheffield, conçu comme un système simple permettant une immobilisation maximale de l'os ou de l'articulation. Des broches assurent une grande stabilité, même dans les articulations. C'est d'ailleurs cette caractéristique qui est à l'origine de son utilisation avec succès dans les fractures articulaires. Quatre broches retenues par un anneau assurent une très forte stabilité. Elles peuvent soutenir des fractures très instables. Les anneaux sont reliés entre eux par des tiges filetées. Le kit fixateur hybride de Sheffield est composé d'anneaux renforcés et de cercles capables de soutenir jusqu'à quatre broches.
Toujours en 1963, l'Institut de Montréal introduit au Canada une prothèse à air comprimé. L'année suivante, il est le premier, en Amérique du Nord, à utiliser et perfectionner la prothèse myoélectrique. Le mandat de cet institut est confié au docteur Gustave Gingras. Celui-ci est né à Montréal en 1918. Il est physiatre et premier spécialiste de la réadaptation à la faculté de médecine de Montréal. Il crée l'Institut de réadaptation en 1949 et met en place d'autres centres similaires au Maroc, au Venezuela et au Viêt Nam.
En 1970, C. Neer préconise le resurfaçage de la glène, avec un implant en polyéthylène cimenté pour les prothèses de l'épaule. Ce système permet de résoudre les érosions de la glène. Il y a deux motivations : la première est d'éviter d'aggraver l'érosion osseuse de la glène, la deuxième est de faciliter la réorientation et le stabilisation de la prothèse de l'épaule. La même année, le groupe Guépard réalise une prothèse à charnières du genou, très intéressante selon ses promoteurs dans les années 1970, mais curiosité historique en 2008.

### XXIesiècle, axes de la recherche en orthopédie
L'assistance de l'ordinateur pour les interventions se développe. Cet outil est encore perfectible mais permet parfois de diminuer la taille des cicatrices et d'augmenter les résultats. Les matériaux utilisés progressent. De nouvelles pathologies sont identifiées grâce aux examens complémentaires de plus en plus précis et de nouvelles indications chirurgicales apparaissent.

## Principes et techniques de la chirurgie en orthopédie
- Voies d'abord du membre supérieur
  - Épaule et ceinture scapulaire
  - Humérus
  - Coude
  - Avant-bras
- Soins périopératoires
  - Érythropoïétine ou EPO

## Fractures, luxations, pseudarthroses et cals vicieux
- Consolidation osseuse et traitement "orthopédique" des fractures et luxations
  - Manipulation orthopédique
  - Attelle
- Ostéosynthèse
- Fracture ouverte

## Lamain
- Chirurgie de microstructure
- Anatomie
- Tendons
  - Ténosynovite sténosante de De Quervain
- Nerfs
  - Syndrome du canal carpien
- Reconstruction
  - Prise en charge de la main rhumatisante

## Médecine du sport
- Ligament croisé antérieur, notamment reconstruction après rupture
- Ménisque discoïde

## Prothèse articulaire, arthrite et arthroplastie
- Prothèse articulaire: Ajout ou mieux substitution synthétique destinée à remplacer en partie ou en totalité les surfaces articulaires d'une articulation humaine ou animale. La restauration associée des moyens d'union passifs est limitée, partielle ou totale.
  - Prothèse de hanche
  - Prothèse du genou
- Reprise des complications de prothèse de genou
- Arthrite
- Arthroplastie

## Chirurgie du pied
- Os naviculaire accessoire
- Hallux valgus
- Orteils en griffe
- Névrome de Morton

## Néoplasies, infections et atteintes neurologiques et autres et appareil locomoteur
- Processus expansifs
  - Cancer secondaire des os

## Lacolonne vertébrale
- Anatomie
  - La colonne vertébrale
- Traumatismes
  - Traumatisme rachidien cervical
    - cervical supérieur
    - cervical bas
    - thoraco-lombaire

  - en cas de maladie métabolique : fractures dues à l'ostéoporose ou anomalies de l'ostéomalacie
- Colonne dégénérative et disques
  - Canal lombaire étroit
- Déviations rachidiennes
  - Biomécanique de l'« instrumentation » de la colonne vertébrale
    - Lors des dernières années, les instrumentations vertébrales ont connu une importante évolution. Dwyer est le premier à proposer en 1969 une instrumentation pour le traitement des scolioses utilisant un câble de compression. La période récente a été marquée par le développement de plusieurs instrumentations à base de tiges comme les systèmes de Dunn et de Kanéda qui traitent les fractures et les déformations vertébrales. Cependant, l'instrumentation de Dunn a été retirée du marché à cause des hémorragies internes qu'elle produisait.
    - La version améliorée HAFS : elle répond aux principes de stabilité du montage et des déviations du dos. Cette instrumentation est utilisable pour toutes les déformations.
      - Description du système : Le système HAFS se compose de deux ou plusieurs plaques en inox ou en titane visées sur la colonne vertébrale.
      - Technique de pose : L'instrumentation commence par le positionnement des plaques sur les vertèbres de la courbure. La tige est mise en place et est fixée par des vis sur les plaques.
      - Principe du système : La tige est « élastique » : elle penche à reprendre sa forme droite initiale et entraîne avec elle la colonne vertébrale qui devient droite à son tour.

## Le sujet en croissance, l'enfant
- Traitement chirurgical des fractures et décollements épiphysaires de l'enfant
- Luxation congénitale de la hanche
- Épiphysiolyse
- Maladie de Legg-Calve-Perthes
- Divers
  - Maladies constitutionnelles de l'os ou Ostéochondrodysplasies
    - Maladie de Morquio

  - Syndromes généralisés
    - Syndrome de Down ou mongolisme
    - Arthrogrypose
    - Ostéopétrose par mutation du gène CLCN7